# Jorge Ruvalcaba
Jorge Antonio Ruvalcaba Castro (Rialto, 23 luglio 2001) è un calciatore statunitense naturalizzato messicano, attaccante del Pumas UNAM.

## Carriera

### Club
Nato a Rialto, ha iniziato a giocare presso l'Università statale della California - San Bernardino. Nel 2021 viene acquistato dal Pumas UNAM, che lo aggrega al proprio settore giovanile; il 20 aprile 2022 ha esordito in prima squadra e fra i professionisti, in occasione dell'incontro di Liga MX perso per 2-0 contro l'Atlético San Luis.

### Nazionale
Nel 2022 ha preso parte al Torneo di Tolone con la nazionale messicana Under-20.

## Statistiche

### Presenze e reti nei club
Statistiche aggiornate al 16 febbraio 2023.
| Stagione          | Squadra           | Campionato        | Campionato | Campionato | Coppe nazionali | Coppe nazionali | Coppe nazionali | Coppe continentali | Coppe continentali | Coppe continentali | Altre coppe | Altre coppe | Altre coppe | Totale | Totale |
| Stagione          | Squadra           | Comp              | Pres       | Reti       | Comp            | Pres            | Reti            | Comp               | Pres               | Reti               | Comp        | Pres        | Reti        | Pres   | Reti   |
| ----------------- | ----------------- | ----------------- | ---------- | ---------- | --------------- | --------------- | --------------- | ------------------ | ------------------ | ------------------ | ----------- | ----------- | ----------- | ------ | ------ |
| 2021-2022         | Pumas UNAM        | LM                | 10         | 3          |                 | -               | -               | CCL                | 2                  | 0                  |             | -           | -           | 12     | 3      |
| 2022-2023         | Pumas UNAM        | LM                | 17         | 1          |                 | -               | -               |                    | -                  | -                  |             | -           | -           | 17     | 1      |
| Totale Pumas UNAM | Totale Pumas UNAM | Totale Pumas UNAM | 27         | 4          |                 | -               | -               |                    | 2                  | 0                  |             | -           | -           | 29     | 4      |
| Totale carriera   | Totale carriera   | Totale carriera   | 27         | 4          |                 | -               | -               |                    | 2                  | 0                  |             | -           | -           | 29     | 4      |